# Dmitrij Fjodorovič Ustinov
Dmitrij Fjodorovič Ustinov (rusko Дмитрий Фёдорович Устинов); sovjetski maršal in minister za obrambo. * 30. oktober 1908,  Samara, Samarska gubernija, Ruski imperij, † 20. december 1984, Moskva, Ruska SFSR, Sovjetska zveza.
Bil je maršal (1976), dvakratni heroj socialističnega dela (1942, 1961) in heroj Sovjetske zveze (1978). Skupaj z Nikolajem Semjonovičem Patoličevim je bil eden od dveh prejemnikov enajstih redov Lenina, najvišjega priznanja ZSSR.
Med letoma 1965 in 1976 je bil sekretar centralnega komiteja KPSZ, zadolžen za vojaško-industrijski kompleks, med letoma 1976 in 1984 pa minister za obrambo ZSSR.
Pogosto se smatra za najboljšega ministra za obrambo ZSSR.

## Življenjepis
Ustinov je bil rojen leta 1908 v Samari v rusko delavsko družino. Ko je odrasel, se je leta 1927 pridružil Komunistični partiji in nadaljeval kariero v inženirstvu. Leta 1934 je diplomiral na Vojaško-mehaničnem inštitutu in se zaposlil kot gradbeni inženir na leningrajskem Artilerijskem znanstveno-raziskovalnem morskem inštitutu. Leta 1937 je postal inženir, in pozneje direktor leningrajske tovarne Boljševik.
9. junija 1941 je 32-letni Ustinov postal ljudski komisar za oborožitev ZSSR (po 15. marcu 1946 minister za oborožitev ZSSR) namesto aretiranega Borisa Lvoviča Vannikovega. Na tem mestu je dosegel priznanje znotraj KPSZ, saj je uspešno vodil množično evakuacijo leningrajske industrije vzhodno od Urala. Evakuirano je bilo več kot 80 vojaških podjetij, ki so skupaj zaposlovala več kot 600.000 delavcev, tehnikov in inženirjev. Za podvig ga je Stalin 3. junija 1942 nagradil z najvišjim civilnim priznanjem ZSSR heroj socialističnega dela "za izjemne zasluge v organizaciji proizvodnje, razvoja novih vrst artilerije in strelskega orožja in spretno upravljanje tovarn" skupaj z redom Lenina. Po vojni mu je bila zaupana naloga prevzema materiala, znanstvenikov in raziskav, ki so ostali od nemškega raketnega programa. Kot minister je realiziral projekt sovjetskega raketnega programa in v njem aktivno sodeloval z ustanovitvijo 7. glavnega direktorata ministrstva za oborožitev, namenjenega raketnemu programu.
Leta 1952 je Ustinov postal član centralnega komiteja KPSZ, leta 1953 pa je bilo ministrstvo za oborožitev ZSSR združeno z ministrstvom za letalsko industrijo v ministrstvo za obrambno industrijo, ki ga je Ustinov vodil do leta 1957. Tega leta postane predsednik vojaško-industrijske komisije (do leta 1963). Za priprave na prvi človeški polet v vesolje (Jurij Aleksejevič Gagarin, 12. april 1961) je bil nagrajen z redom heroj socialističnega dela. Njegova uspešna kariera se je nadaljevala tudi v času Brežnjeva. Leta 1965 je postal sekretar centralnega komiteja KPSZ, kjer je bil zadolžen za nadzor obrambne industrije, zlasti flote strateških bombnikov in medcelinskih balističnih raket.
Po smrti Andreja Antonoviča Grečka 26. aprila 1976 je Ustinov postal minister za obrambo ZSSR in bil 29. aprila povišan v generala armade. 30. julija je bil povišan v najvišji vojaški čin Sovjetske zveze, maršal Sovjetske zveze. Skupaj z Nikolajem Vasiljevičem Ogarkovom in sovjetskim generalštabom se je lotil krepitve in modernizacije razvoja sovjetskih vojaških znanosti.
Po atentatu na predsednika afganistanskega revolucionarnega sveta Nur Muhamad Tarakija se je v sovjetskem politbiroju krepilo mnenje, da bi ZSSR morala v Afganistanu vojaško posredovati. Glavna zagovornika vojaškega posredovanja sta bila Ustinov in Andropov, z njim pa se je strinjal tudi Gromiko. Sovjetski generalštab je še posebej vznemiril prihod ameriške vojske v Perzijski zaliv po iranski krizi talcev leta 1979. Novembra sta Ustinov in Andropov začela oblikovati načrte za sovjetsko vojaško posredovanje v Afganistanu. 12. decembra 1979 je politbiro načrte potrdil in 24. decembra 1979 so sovjetske enote vstopile v Afganistan.
V začetku 1980-ih let je Ustinova tako skrbel ameriški program vesoljskih čolničkov in možnost njihove dostave jedrskih raket, da je dal razvoju sovjetskega programa raketoplanov Buran najvišjo prioriteto.
Na vojaških vajah Varšavskega pakta Ščit-84 oktobra 1984 na Češkoslovaškem je dobil hudo pljučnico. Kasneje je bil operiran, vendar je 20. decembra 1984 zaradi srčnega zastoja umrl.
Po njem je poimenovana raketna križarka Maršal Ustinov razreda Atlant. V letih 1984–1987 je bil po njem poimenovan Iževsk.

## Doktrina Ustinova
Ustinov je nasprotoval globokim reformam, za razliko od poveljnika sovjetskega generalštaba Ogarkova, ki si je prizadeval zmanjšati obsežno sovjetsko vojsko in oblikovati manjšo udarno silo, ki bi uporabljala visokotehnološko orožje in bila osredotočena na operacije posebnih enot. Ustinov je po drugi strani obstoječo strategijo "visokointenzivnega nejedrskega spopada", ki poudarja ustvarjanje močnih oklepnih enot in jedrskega odvračanja, reformiral z večjim poudarkom na taktičnem in operativno-taktičnem jedrskem orožju. Neučinkovitost te strategije je postala očitna v Afganistanu. Čeprav je Ustinov dramatično povečal tehnološke sposobnosti Sovjetskih oboroženih sil, je bila večina izboljšav usmerjena v uporabo jedrskega orožja, kot so razred Akula, bombnik Tu-160 in RSD-10 Pioner.

### Navedki
1. 1 2 3  Большая российская энциклопедия — Moskva: Большая российская энциклопедия, 2004.
2. ↑  Find a Grave — 1996.
3. ↑  Brockhaus Enzyklopädie
4. ↑  »Д. Ф. Устинов«. Arhivirano iz spletišča dne 29. januarja 2021. Pridobljeno 9. maja 2015.
5. ↑  »Маршал Устинов: лучший министр обороны Советского Союза. Русская семёрка«. Arhivirano iz spletišča dne 4. maja 2021. Pridobljeno 4. maja 2021.
6. ↑  Eric Pace (22. december 1984). »Ustinov Had key roles in military and politics«. New York Times.
7. ↑  Указ Президиума Верховного Совета СССР «О присвоении звания Героя Социалистического Труда товарищам Быховскому А. И., Ванникову Б. Л., Гонор Л. Р., Еляну А. С., Новикову и Устинову Д. Ф.» от 3 июня 1942 года (PDF), zv. 22 (181), Ведомости Верховного Совета Союза Советских Социалистических Республик, 1942, str. 1, arhivirano iz prvotnega spletišča (PDF) dne 9. novembra 2021
8. ↑  Черток Б. Е., Ракеты и люди, zv. 1
9. ↑  Горянникова В. Ф. В. Д. Калмыков — конструктор, учёный, министр Arhivirano 2013-07-20 na Wayback Machine..
10. ↑  Saunders 2009, str. 666.